# Daniel Verelst
Pour les articles homonymes, voir Verelst.
Daniel Verelst (né le 19 juin 1969,) est un coureur cycliste belge, actif des années 1980 à 2010.

## Biographie
Chez les juniors, Danny Verelst se distingue en obtenant une dizaine de succès. Il termine ensuite troisième du Tour du Limbourg amateurs en 1989, ou encore quatrième du Tour des Flandres amateurs en 1990. Après ses performances, il évolue au niveau professionnel entre 1993 et 1996 au sein de diverses équipes belges. Il s'impose sur la Coupe Sels en 1994. Un problème de santé le contraint cependant à se retirer des pelotons. 
Finalement rétabli, il reprend le cyclisme au début des années 2000, après quatre ans d'arrêt. Actif chez les élites sans contrat, il s'illustre notamment lors de la saison 2003 en remportant douze courses, dont le Tour du Brabant flamand et le Tour de Namur. En 2004, il gagne l'IWT Jong Maar Moedig ainsi que la Coupe Egide Schoeters. Il poursuit la compétition jusqu'en 2011, avant de mettre un terme à sa carrière. 

## Palmarès et résultats

### Palmarès par année
- 1989
  - 3e du Tour du Limbourg amateurs
- 1991
  - Course des chats
  - 2e de la Coupe Egide Schoeters
- 1994
  - Coupe Sels
  - 2e du Grand Prix du Nord-Pas de Calais
- 1995
  - 2e du Grand Prix Beeckman-De Caluwé
- 2003
  - Tour du Brabant flamand
  - Tour de Namur :
    - Classement général
    - 5e étape
- 2004
  - Internationale Wielertrofee Jong Maar Moedig
  - Coupe Egide Schoeters
  - 1re étape du Tour de Namur
- 2005
  - Flèche de Liedekerke
  - 3e de la Zuidkempense Pijl
  - 3e du Grand Prix de la ville de Vilvorde
- 2006
  - 2e du Tour du Brabant flamand
- 2007
  - 2e de l'Arden Challenge
- 2008
  - Tour du Brabant flamand
  - 3e du Grand Prix d'Affligem
  - 3e de la Flèche de Liedekerke

### Classements mondiaux
| Année           | 2007   |
| --------------- | ------ |
| UCI Europe Tour | 1 108e |